# Prawo Flataua

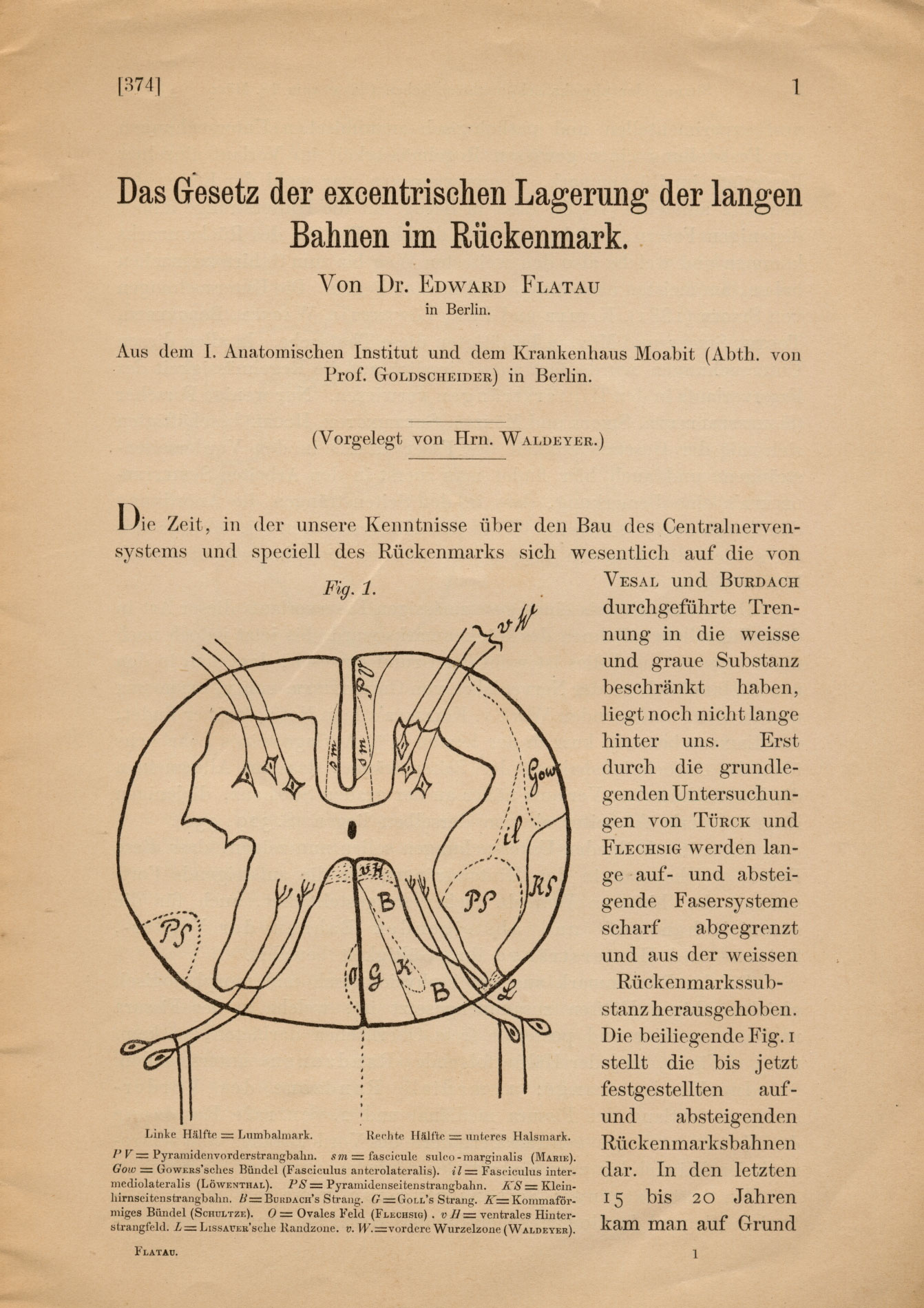
Pierwsza strona pracy Flataua, w której ten opisał zależność ułożenia i długości włókien nerwowych w drogach piramidowych

Prawo Flataua – reguła, wedle której w rdzeniu kręgowym włókna nerwowe dla odcinków ciała położonych bliżej mózgu (szyja, kończyna górna) leżą bardziej przyśrodkowo niż włókna dla bardziej odległych mięśni (tułów, kończyna dolna); tym samym, im dłuższe włókna, tym bardziej obwodowe ich ułożenie. 
Regułę tę sformułował jako pierwszy polski neurolog Edward Flatau. Wykonał liczne operacje, polegające na częściowym lub całkowitym przerwaniu rdzenia u psów, oraz badając powstałe potem zwyrodnienia metodą Marchiego.  Wyniki tych badań przedstawił na posiedzeniu Pruskiej Akademii Nauk w Berlinie. Praca ta była dysertacją na stopień doktora medycyny na Uniwersytecie Moskiewskim.
W Nowinach Lekarskich tak omawiał swoje wyniki:

Na podstawie prac wcześniejszych badaczy i rezultatów poszukiwań zebranych powyżej przychodzimy do stwierdzenia faktu, że w rdzeniu pacierzowym wyższych saków i człowieka daje się ustanowić prawidłowość w przebiegu włókien, polegająca na tem, że włókna krótkie wstępujące i zstępujące biegną w otoczeniu istoty szarej, że zaś przeciwnie włókna długie dążą zawsze ku jednemu z pasów obwodowych (brzegowych) sznurów rdzenia pacierzowego. Jeżeli dany pas brzegowy zajęty jest na danej wysokości przez inny bardziej zwarty pęczek, w takim razie trzymają się inne włókna długie tuż obok tego ostatniego. Z chwilą jednak, kiedy ten ustępuje i przedstawia wolne pole w pasie brzegowym, wtedy włókna uprzednio leżące z ubocza układają się w obwodzie i zachowują to położenie aż do zboczenia w istotę szarą. Ponieważ prawidłowość ta: 1. zachowuje swą moc nie tylko dla sznurów tylnych, ale i dla bocznych i przednich, 2. daje się zauważyć we włóknach wstępujących i zstępujących, 3. dała się stwierdzić przy pomocy wielu doświadczeń i badań anatomo-patologicznych u ssaków i człowieka, a wreszcie i doświadczeniami podrażnienia przecięć poprzecznych rdzenia pacierzowego, więc zdaje się, że uzyskaliśmy możność ujęcia tego faktu w formę prawa. Pozwalam sobie nazwać je „prawem odśrodkowego układu dróg długich w rdzeniu pacierzowym” i pojmować drogi długie i systemy rdzenia pacierzowego w świetle prawa takiego.

W Księdze Jubileuszowej z okazji 35 lecia pracy naukowej Edwarda Flataua, jego przyjaciel z okresu berlińskiego Jacobsohn-Lask, pisał: „Wśród wielu prac, jakie w owym czasie ogłosił Flatau, jedna zwłaszcza wywarła na mnie wrażenie, ponieważ dzięki niej zostało w sposób prosty i szczęśliwy rozwiązane zagadnienie budowy części układu nerwowego”.  
Obecnie praca Flataua jest wymieniana jako jedna z podstawowych w historii lokalizacji włókien nerwowych w rdzeniu kręgowym.